# Agrodiaetus firdussii
Agrodiaetus firdussii är en fjärilsart som beskrevs av Forster 1956. Agrodiaetus firdussii ingår i släktet Agrodiaetus och familjen juvelvingar. Inga underarter finns listade i Catalogue of Life.